# Vassili Demuth-Malinovski
Pour les articles homonymes, voir Demuth et Malinovski.
Vassili Ivanovitch Demuth-Malinovski (en russe : Василий Иванович Демут-Малиновский, né en 1779 à Saint-Pétersbourg et décédé le 16 juillet/28 juillet 1846 à Saint-Pétersbourg) est un sculpteur russe dont l'œuvre représente la quintessence du style Empire.

## Biographie
Il est admis à l'Académie impériale des beaux-arts de Saint-Pétersbourg à l'âge de six ans. Il a comme professeur durant quinze ans Mikhaïl Kozlovski. Après la mort de ce dernier, il remporte le concours pour la construction de sa tombe. Il part ensuite pour Rome où il étudie avec Antonio Canova. Deux statues colossales pour la cathédrale Notre-Dame-de-Kazan à Saint-Pétersbourg comptent parmi ses premières œuvres remarquées.
Après la victoire russe sur les armées napoléoniennes, Demuth-Malinovski exécute un certain nombre d'œuvres patriotiques, en particulier la tombe et une imposante statue de Barclay de Tolly à Tepelshof, aujourd'hui en Estonie. Par la suite, l'empereur Alexandre Ier lui confie la tâche de concevoir les bas-reliefs symbolisant la Néva et la Volga pour la colonne d'Alexandre érigée sur la place du Palais.
Demuth-Malinovski est également le créateur de la statuaire et de la décoration d'églises, palais et monuments publics de Saint-Pétersbourg, en particulier ceux dessinés par Carlo Rossi : l'Arc de l'État-Major, la Bourse, l'Amirauté, l'Institut des Mines, la Porte d'Égypte, l'Arc de triomphe de Narva et le Palais Michel.